# Кордоба, Икер
Икер Кордоба Санчес (исп. Iker Córdoba Sánchez; род. 11 ноября 2005, Эльс-Пальярезос) — испанский футболист, центральный защитник клуба «Валенсия».

## Карьера
Икер начинал карьеру в детской команде клуба «Реус», из которой в 2015 году он перешёл в академию «Барселоны». В 2022 году защитник был в шаге от трансфера в мюнхенскую «Баварию», но в итоге принял решение продлить юношеский контракт с каталонцами.
В сезоне 2023/24 Икер покинул академию «Барселоны» и присоединился к юношеской команде «Валенсии». 28 октября 2023 года он дебютировал во взрослом футболе за вторую команду нового клуба — «Валенсия Месталья», приняв участие в матче Сегунда Федерасьон против «Эркулеса». Всего в своём первом сезоне защитник отыграл 18 встреч в четвёртом по силе испанском дивизионе.
В сезоне 2024/25 Икер не только продолжил выступать за «Месталью» в Сегунда Федерасьон, но также стал привлекаться к тренировкам и играм первой команды. Его дебют за «Валенсию» состоялся 26 ноября 2024 года в матче первого раунда Кубка Испании против клуба «Парла». 4 декабря, в игре второго раунда национального Кубка с «Эхеа», Икер забил первый мяч в карьере. 18 декабря защитник впервые сыграл в испанской Примере, выйдя на замену вместо Диего Лопеса на 85-й минуте встречи с «Эспаньолом».